# Арно I де Комменж-Кузеран

Кузеран на карте Гаскони

Арно I де Комменж (Arnaud I de Comminges) (ок. 1245—1304) — виконт Кузерана с 1257.
Сын Роже IV, виконта Кузерана и Казадана, и Гризы д’Эспань, дамы де Монтеспан. После смерти отца находился под опекой графа Роже IV де Фуа, который в 1264 году женил его на своей дочери Филиппе (брачный контракт заключен раньше, 7 июня 1262 года).
В 1268 году Арно I де Комменж получил сеньорию Оссон от графа Роже-Бернара III де Фуа — брата жены.
В 1295 году предъявил права на Верхний Пальярс после смерти графа Раймона-Роже (своего дяди). Однако наследство досталось Сибилле — племяннице покойного, которую поддержал король Арагона Хайме II.
Дети:
- Роже IV де Комменж (ум. 1323), виконт Кузерана;
- Роже-Арно д’Эспань, сеньор де Монтеспан, умер бездетным;
- Арно д’Эспань, после смерти брата унаследовал сеньорию Монтеспан;
- Бертран д’Эспань, сеньор де ла Рок;
- Брюниссенда д’Эспань, жена Сан-Анера де Пена;
- Эклармонда д’Эспань, жена Бризье де Кастельно;
- Филиппа д’Эспань, монахиня.